# 牧田正嗣
牧田 正嗣（まきた まさつぐ、1933年1月1日 - 1991年）は日本の俳優。北海道出身。

## 略歴
北海道北見北斗高等学校卒。舞台芸術学院卒。
NHK北見放送劇団入団後に上京し、1955年5月に劇団中芸に入団。1959年、劇団統合により東京芸術座の所属となる。東映、東京俳優生活協同組合、独立企画に所属していた。

## 出演

### 映画
- 真昼の暗黒（1956年） - 宮崎光男
- ひとりっ子（1969年） - 矢部先生
- 心中天網島（1969年） - 客
- 老人たち（1970年）

### テレビドラマ
- 素浪人 月影兵庫 第15話「法華太鼓が響いていた」（1965年、NET） - 作次郎
- 新選組血風録 第4話「湖沙笛を吹く武士」（1965年、NET） - 鹿内薫
- 銭形平次（CX）
  - 第241話「夫婦ざんげ」（1970年） - 房吉
  - 第269話「名宝安土の茶碗」（1971年） - 伊之助
  - 第375話「黄金の牙」（1973年）
  - 第431話「かわいい娘」（1974年） - 善八
  - 第497話「蟻地獄」（1975年） - 吉兵ヱ
- 三匹の侍 第5シリーズ 第20話「白い幻花」（1968年、CX） - 藩士
- キイハンター 第23話「必死の逃亡1対3」（1968年、TBS / 東映）
- 帰って来た用心棒 第18話「逃げて来た女」（1968年、NET）
- 特別機動捜査隊 第379話「決斗」（1969年、NET / 東映）
- 兄嫁（1969年、CX）
- ポーラテレビ小説「安ベエの海」（1969年、TBS）
- プレイガール 第137話「思い込んだら命がけ」 （1971年、12ch / 東映）
- 大忠臣蔵 第51話「討入り その二」（1971年、NET） - 仙石家家臣・近藤
- 火曜日の女シリーズ「九月は幻の海」 （1971年、NTV）
- 仮面ライダー 第83話「怪人イノカブトン 発狂ガスでライダーを倒せ」（1972年、MBS / 東映） - 看守
- 二人の素浪人 第15話「渋川宿の陰謀をあばけ」（1972年、CX / 東映）
- 太陽にほえろ!（東宝 / NTV）
  - 第181話「壁」（1976年） - 鑑識課員
  - 第200話「すべてを賭けて」（1976年） - 鑑識課員
  - 第414話「島刑事よ、永遠に」（1980年）
  - 第635話「いい加減な女」（1985年） - 東光共済ビル警備員
  - 第648話「検視官ドック」（1985年） - 花井医師
  - 第693話「わが子へ!」（1986年） - 荻原教頭
- 雑居時代 第21話「夢みる乙女」（1973年、NTV） - 佳友
- 肝っ玉捕物帳 （1973年、CX）
- 伝七捕物帳 第107話「裏通りの鼠たち」（1973年、NTV） - 伊之助
- 旗本退屈男 第20話「ねらわれた一万石」（1973年、NET） - 横川嘉兵衛
- 刑事くん 第2部 第52話「はじめての贈物」（1973年、TBS）
- ジキルとハイド 第9話「天使の仮面」（1973年、CX）
- 夜明けの刑事（TBS）
  - 第6話「花嫁は死んでいた」（1974年）
  - 第59話 「恋人は殺人犯ではないわ!!」（1976年）
- ウルトラマンタロウ 第50話「怪獣サインはV」（1974年、TBS / 円谷プロ） - 老人ホーム責任者
- おんな浮世絵・紅之介参る! 第9話「悲しき仕掛人」（1974年、NTV）- 安田又十郎
- 痛快!河内山宗俊 第18話「雪に舞う女の絵草紙」（1975年、CX） - 龍谷の門人
- ザ・ゴリラ7 第8話「誇り高き脅迫者」（1975年、NET）
- 赤い衝撃 第15話「死を前にした愛の美しさ」（1976年、TBS）
- 逢えるかもしれない （1976年、CX）
- 新・二人の事件簿 暁に駆ける 第14話「女子高生 悪い遊び」（1976年、NET）
- 恐竜戦隊コセイドン （1979年、12ch / 円谷プロ）
  - 第36話「恐竜大脱走 寄生植物の恐怖」 - 所長
  - 第44話「人間大砲コセイダー危機一髪」 - 三島教授
- 騎馬奉行 第20話「墓前の花の秘密」（1979年、KTV）
- 七人の刑事 第3シーズン 第37話「不思議な国のアリス」 （1979年、TBS）
- 特捜最前線（ANB / 東映）
  - 第164話「再会・容疑者は刑事の妹!」（1980年）
  - 第220話「張り込み・閉ざされた唇!」（1981年）
  - 第234話「リンチ経営塾・消えた父親たち!」（1981年）
  - 第241話「歳末パトロールで逢った女!」（1981年）
- ザ・ハングマン 燃える事件簿 第1話「七つの黒バラ」（1980年、ABC / 松竹芸能） - 医師
- 太陽戦隊サンバルカン 第11話「哀しみのメカ少女」（1981年、ANB / 東映） - 上村博士
- ザ・サスペンス / 「骨肉の家」 （1983年、TBS）
- ビートたけしの学問ノススメ （1984年、TBS） - 国木田六歩
- 月曜ロードショー / 「黒い福音」 （1984年、TBS）
- 土曜ワイド劇場（ANB）
  - 「愛人バンク殺人事件」（1984年）
  - 「能登半島婚約旅行殺人事件」（1988年）
- 眠る盃（1985年、TBS）
- 月曜ドラマランド「微熱MY LOVE」 （1985年、CX）
- 花嫁人形は眠らない（1986年、TBS/KANOX） - 中村
- 初恋スキャンダル（1986年、CX）
- 私鉄沿線97分署 第80話「ロマン万才! 少年探偵団!!」（1986年、ANB/国際放映） - 野沢
- 火曜サスペンス劇場 / 「土地狂乱殺人事件」（1987年、NTV）
- 火曜ミステリー劇場 / 「霧の疑惑 水曜の妻たち熱海殺人事件」（1990年、ANB）

### バラエティ番組
- 元祖どっきりカメラ （日本テレビ） - 仕掛け人の一人として出演
- ジョークドキュメントBBS放送局（1982年、中京テレビ） - 「明日のお料理」の先生、牧田画伯役などでコントを披露

### CM
- 明治製菓『もろこし村』 （1982年）
- リクルート『フロム・エー』 （1985年）